# 圣皮埃尔德塞绍布罗涅
圣皮埃尔-德塞绍布罗涅（法語：Saint-Pierre-des-Échaubrognes，法語發音：[sɛ̃ pjɛʁ de.z‿eʃobʁɔɲ]）是法国德塞夫勒省的一个市镇，属于布雷叙尔区。

## 地名
缩合冠词“des”发音为[de]，在《法汉译音表》中对应“代”字，但其仅在“圣莫代福塞”（Saint-Maur-des-Fossés）等少数地名中译作“代”，《世界地名翻译大辞典》、《世界地名译名词典》和《法国地图册》等主流地名译名类书籍资料中多译作“德”。

## 地理
圣皮埃尔-德塞绍布罗涅（46°59'22"N, 0°44'39"W）面积28.92 平方千米，位于法国新阿基坦大区德塞夫勒省，该省份为法国西部内陆省份，北起曼恩-卢瓦尔省，西接旺代省，南至夏朗德省和滨海夏朗德省，东临维埃纳省。
与圣皮埃尔-德塞绍布罗涅接壤的市镇（或旧市镇、城区）包括：莫莱夫里耶、拉泰苏阿勒、伊泽尔奈、莫莱翁。
圣皮埃尔-德塞绍布罗涅的时区为UTC+01:00、UTC+02:00（夏令时）。

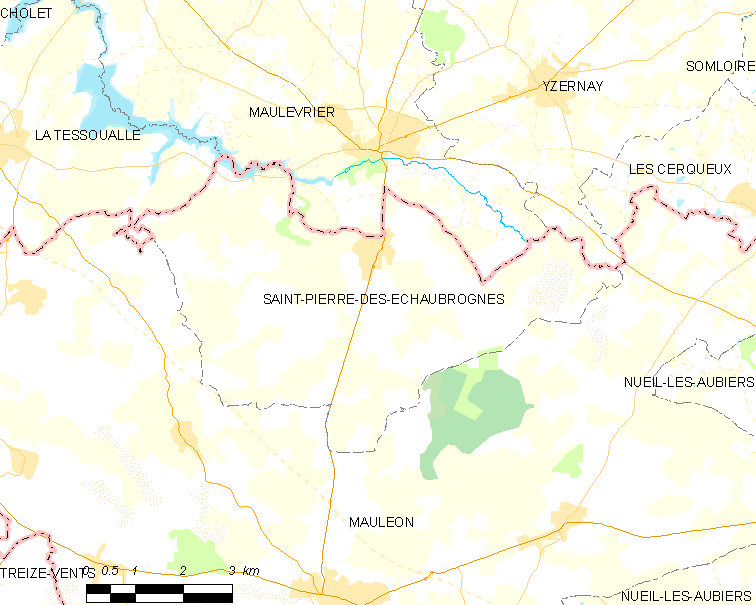
圣皮埃尔-德塞绍布罗涅的OSM定位图

## 行政
圣皮埃尔-德塞绍布罗涅的邮政编码为79700，INSEE市镇编码为79289。

## 政治
圣皮埃尔-德塞绍布罗涅所属的省级选区为莫莱翁县。

## 人口
圣皮埃尔-德塞绍布罗涅于2022年1月1日时的人口数量为1396人。

1962-2008年间圣皮埃尔-德塞绍布罗涅人口变化图示